# Barbora Urbanová
Barbora Urbanová (* 26. září 1991 Praha) je česká politička a od října 2021 poslankyně Poslanecké sněmovny PČR, v letech 2018 až 2022 zastupitelka obce Dolní Břežany v okrese Praha-západ, členka hnutí STAN.

## Život
V letech 2010 až 2018 vystudovala politologii na Vysoké škole ekonomické v Praze (získala titul Ing.). Při vysokoškolském studiu spoluvytvářela studentské projekty, které se zabývaly občanským vzděláváním. Jeden z nich – Stužák – vyhrál v roce 2018 cenu Gratias Tibi.
Od 19 let učila děti a mládež angličtinu. Později pracovala jako asistentka předsedy hnutí STAN Víta Rakušana (nejen) v Poslanecké sněmovně PČR. Mezi lety 2018 a 2021 byla ředitelkou Institutu moderní politiky iSTAR.
Barbora Urbanová žije v Dolních Břežanech v okrese Praha-západ.

## Politické působení
V komunálních volbách v roce 2018 byla zvolena jako nestranička za hnutí STAN zastupitelkou obce Dolní Břežany, a to na kandidátce subjektu „ROZKVĚT (STAN)“. V komunálních volbách v roce 2022 kandidovala do zastupitelstva Dolních Břežan z posledního 17. místa kandidátky subjektu „ROZKVĚT DOLNÍCH BŘEŽAN, LHOTY, ZÁLEP a JAROVA (STAN)“. Mandát zastupitelky obce se jí však nepodařilo obhájit.
Ve volbách do Poslanecké sněmovny PČR v roce 2021 kandidovala jako členka hnutí STAN na 12. místě kandidátky koalice Piráti a Starostové ve Středočeském kraji. Vlivem 19 969 preferenčních hlasů však nakonec skončila čtvrtá, a byla tak zvolena poslankyní. V krajských volbách v roce 2024 neúspěšně kandidovala do Zastupitelstva Středočeského kraje.
Ve volbách do Poslanecké sněmovny PČR v roce 2025 kandiduje na 3. místě kandidátky hnutí STAN ve Středočeském kraji.

### Legislativní pomoc obětem násilí a iniciativa Pod svícnem
V červnu roku 2022 založila spolu s Michaelou Studenou iniciativu Pod svícnem, s cílem informovat o obětech domácího násilí, reálně pomáhat obětem a podpořit změnu legislativu tak, aby poskytovala obětem větší možnost ochrany.  V říjnu roku 2022 spustila iniciativa stejnojmenný podcast, ve kterém sdílí reálné příběhy obětí domácího násilí.
V květnu roku 2023 byl i díky aktivitě iniciativy předložen vládní zákon o domácím násilí, který zavádí do občanského zákoníku dosud chybějící definici domácího násilí, prodloužením doby vykázání z 10 dnů na 14 dní, povinnost zabavení vykazovanému násilníkovi zbraň Policií ČR a právo oběti být oddělena od násilníka během soudního řízení.
V roce 2024 se Barboře Urbanové podařilo ve sněmovně prosadit zákonnou redefinici znásilnění, díky které začaly být sexuální praktiky s dětmi do 12 let vždy považovány za znásilnění a viníci mají dostat zpravidla přísnější tresty, především ale definuje znásilnění jako nesouhlasný pohlavní styk, díky čemuž oběť násilného trestného činu od roku 2024 nemusí prokazovat, že vůči ní někdo použil násilí, ale že znásilnění bylo proti její vůli. Nesouhlas s pohlavním stykem oběť může projevit nejen slovem, ale i pouhým gestem, pláčem nebo zaujetím obranné pozice. V červnu 2024 byla novela schválena podpisem prezidenta.